# Dicaeidae
Dicaeidae Bonaparte, 1853 è una famiglia di uccelli passeriformi diffusa in Indomalesia e in Australia. Sono chiamati comunemente beccafiori.

## Tassonomia
Comprende 2 generi e 48 specie:
- Genere Prionochilus
  - Prionochilus olivaceus Tweeddale, 1877
  - Prionochilus maculatus (Temminck, 1836)
  - Prionochilus percussus (Temminck, 1826)
  - Prionochilus plateni Blasius, W, 1888
  - Prionochilus xanthopygius Salvadori, 1868
  - Prionochilus thoracicus (Temminck, 1836)
- Genere Dicaeum
  - Dicaeum annae (Büttikofer, 1894)
  - Dicaeum agile (Tickell, 1833)
  - Dicaeum aeruginosum (Bourns & Worcester, 1894)
  - Dicaeum everetti (Sharpe, 1877)
  - Dicaeum proprium Ripley & Rabor, 1966
  - Dicaeum chrysorrheum Temminck, 1829
  - Dicaeum melanoxanthum (Blyth, 1843)
  - Dicaeum vincens (Sclater, PL, 1872)
  - Dicaeum aureolimbatum (Wallace, 1865)
  - Dicaeum nigrilore Hartert, 1904
  - Dicaeum anthonyi (McGregor, 1914)
  - Dicaeum bicolor (Bourns & Worcester, 1894)
  - Dicaeum australe (Hermann, 1783)
  - Dicaeum haematostictum Sharpe, 1876
  - Dicaeum retrocinctum Gould, 1872
  - Dicaeum quadricolor (Tweeddale, 1878)
  - Dicaeum trigonostigma (Scopoli, 1786)
  - Dicaeum hypoleucum Sharpe, 1876
  - Dicaeum erythrorhynchos (Latham, 1790)
  - Dicaeum concolor Jerdon, 1840
  - Dicaeum minullum Swinhoe, 1870
  - Dicaeum virescens Hume, 1873
  - Dicaeum pygmaeum (Kittlitz, 1833)
  - Dicaeum nehrkorni Blasius, W, 1886
  - Dicaeum erythrothorax Lesson, 1828
  - Dicaeum schistaceiceps Gray, GR, 1861
  - Dicaeum vulneratum Wallace, 1863
  - Dicaeum pectorale Müller, S, 1843
  - Dicaeum geelvinkianum Meyer, AB, 1874
  - Dicaeum nitidum Tristram, 1889
  - Dicaeum eximium Sclater, PL, 1877
  - Dicaeum aeneum Pucheran, 1853
  - Dicaeum tristrami Sharpe, 1884
  - Dicaeum igniferum Wallace, 1864
  - Dicaeum maugei Lesson, 1830
  - Dicaeum hirundinaceum (Shaw, 1792)
  - Dicaeum celebicum Müller, S, 1843
  - Dicaeum monticolum Sharpe, 1887
  - Dicaeum ignipectus (Blyth, 1843)
  - Dicaeum sanguinolentum Temminck, 1829
  - Dicaeum cruentatum (Linnaeus, 1758)
  - Dicaeum trochileum (Sparrman, 1789)